# Beeldhouwkunst Vijfje
Het Beeldhouwkunst Vijfje is de tweede Nederlandse 5 euro-herdenkingsmunt uitgebracht in 2012. De munt is uitgegeven ter ere van de Nederlandse beeldhouwkunst. De eerste slag werd verricht door Lisette Pelsers, directeur van het Kröller-Müller Museum. Ook minister Jan Kees de Jager was bij de eerste slag in de Koninklijke Nederlandse Munt aanwezig.

## Thema
De zussen Mirjam en Hester Mieras hebben de munt zodanig ontworpen dat deze zelf een beeldhouwwerk is. In de munt is op een zodanige wijze reliëf aangebracht, dat er meer ruimte en volume op de munt gesuggereerd wordt dan er werkelijk is.
Op de voorzijde is een frontaal portret van koningin Beatrix geplaatst. Op de keer- of muntzijde staat voluit uitgeschreven wat de waarde van de munt is. 

## Specificaties
De specificaties van de circulatiemunt gelden ook voor de Eerste Dag Uitgifte. 
|           | Circulatie Vijfje                             | Proof Vijfje            | Tientje              |
| --------- | --------------------------------------------- | ----------------------- | -------------------- |
| Metaal:   | verzilverd koper                              | zilver 925/1000         | goud 900/1000        |
| Gewicht:  | 10,5 gram                                     | 15,5 gram               | 6,72 gram            |
| Diameter: | 29 mm                                         | 33 mm                   | 22,5 mm              |
| Oplage:   | 220.000 2012 daarvan als "Eerste Dag Uitgife" | 12.500                  | 2.000                |
| Rand:     | * GOD * ZIJ * MET * ONS                       | * GOD * ZIJ * MET * ONS | Fijn geribbelde rand |

## Trivia
- Op de vijf- en tieneuromunten staat de Europa-ster, als teken dat de munt binnen het Europese thema "Kunst en Kunstenaars" valt.

Gulden herdenkingsmunten:

Dubbelkop 1980 · Unie van Utrecht · Voetbalvijfje

Nederlandse euro-herdenkingsmunten:

herdenkingsmunten van € 2: Erasmusmunt · Dubbelkop Beatrix-Willem-Alexander · 200 jaar koninkrijk

meerwaardeherdenkingsmunten:

Zilveren vijfjes: Vincent van Gogh Vijfje · Europamunt · Koninkrijksmunt · Vredes Vijfje · Belasting Vijfje · Australië Vijfje · Rembrandt Vijfje · Michiel de Ruyter Vijfje · Architectuur Vijfje · Manhattan Vijfje · Japan Vijfje · Max Havelaar Vijfje · Waterland Vijfje · Schilderkunst Vijfje · Muntgebouw Vijfje · WNF Vijfje · Tulpen Vijfje · Beeldhouwkunst Vijfje · Grachtengordel Vijfje · Vrede van Utrecht Vijfje · Rietveld Vijfje · Vredespaleis Vijfje · De Nederlandsche Bank Vijfje · Van Nelle Vijfje · Waterloo Vijfje · Wadden Vijfje · Jheronimus Bosch Vijfje · Stelling van Amsterdam Vijfje · Johan Cruijff Vijfje · Fanny Blankers-Koen Vijfje · Schokland Vijfje · Wageningen Universiteit Vijfje · Luchtvaart Vijfje · Beemster Vijfje · Market Garden Vijfje · Jaap Eden Vijfje

Zilveren tientjes: Huwelijksmunt · Geboortemunt · Jubileummunt · Koningstientje · Verjaardagstientje
Caribisch Nederland: BES-dollar (2011, 2013)